# جلين هيسين
جلين هيسين (بالسويدية: Glenn Hysén)‏ (مواليد 30 أكتوبر 1959) هو لاعب كرة قدم. يلعب مع منتخب السويد لكرة القدم. سبق له أن لعب في كأس العالم لكرة القدم مع منتخب بلاده.

## روابط خارجية
- جلين هيسين على موقع الاتحاد الدولي (مؤرشف)  (الإنجليزية)
- جلين هيسين على موقع الاتحاد الأوربي (الإنجليزية)
- جلين هيسين على موقع اتحاد السويد (السويدية)
- جلين هيسين على موقع قاعدة بيانات كرة القدم.إي يو (الإنجليزية)
- جلين هيسين على موقع ناشيونال فوتبول تيمز (الإنجليزية)
- جلين هيسين على موقع عالم كرة القدم.نت (الإنجليزية)